# Élections législatives de 2012 en Corse-du-Sud
Les élections législatives françaises de 2012 se déroulent les 10 et 17 juin 2012. Dans le département de la Corse-du-Sud, non concerné par le redécoupage électoral, deux députés sont à élire dans le cadre de deux circonscriptions.

## Élus
| Circonscription | Député sortant         | Parti | Parti | Député élu ou réélu    | Parti | Parti |
| --------------- | ---------------------- | ----- | ----- | ---------------------- | ----- | ----- |
| 1re             | Simon Renucci          |       | CSD   | Laurent Marcangeli     |       | UMP   |
| 2e              | Camille de Rocca Serra |       | UMP   | Camille de Rocca Serra |       | UMP   |

### Candidats
Les candidats ouvertement déclarés à droite sont Laurent Marcangeli et Camille de Rocca Serra.
Les candidats ouvertement déclarés à gauche sont Dominique Bucchini et Paul-Marie Bartoli.

## Résultats

### Résultats à l'échelle du département
| Parti          | Parti                             | Premier tour | Premier tour | Second tour | Second tour | Sièges |
| Parti          | Parti                             | Voix         | %            | Voix        | %           | Sièges |
| -------------- | --------------------------------- | ------------ | ------------ | ----------- | ----------- | ------ |
|                | Union pour un mouvement populaire | 18 944       | 31,98        | 30 049      | 51,85       | 2      |
|                | Parti radical                     | 1 301        | 2,20         |             |             | 0      |
|                | Droite parlementaire              | 20 245       | 34,17        | 30 049      | 51,85       | 2      |
|                |                                   |              |              |             |             |        |
|                | Divers gauche dont CSD            | 13 345       | 22,53        | 13 779      | 23,78       | 0      |
|                | Majorité présidentielle           | 13 345       | 22,53        | 13 779      | 23,78       | 0      |
|                |                                   |              |              |             |             |        |
|                | Régionaliste                      | 13 664       | 23,07        | 14 121      | 24,37       | 0      |
|                | Front national                    | 5 943        | 10,03        |             |             | 0      |
|                | Front de gauche                   | 5 549        | 9,37         | 0           |             |        |
|                | Divers                            | 347          | 0,59         | 0           |             |        |
|                | Lutte ouvrière                    | 148          | 0,25         | 0           |             |        |
|                |                                   |              |              |             |             |        |
| Inscrits       | Inscrits                          | 101 531      | 100,00       | 101 586     | 100,00      | 2      |
| Abstentions    | Abstentions                       | 41 513       | 40,89        | 40 334      | 39,7        |        |
| Votants        | Votants                           | 60 018       | 59,11        | 61 252      | 60,3        |        |
| Blancs et nuls | Blancs et nuls                    | 777          | 1,29         | 3 303       | 5,39        |        |
| Exprimés       | Exprimés                          | 59 241       | 98,71        | 57 949      | 94,61       |        |

### Résultats par circonscription

#### Première circonscription (Ajaccio)
| Candidat       | Candidat               | Parti                                  | Premier tour | Premier tour | Second tour | Second tour |  |
| Candidat       | Candidat               | Parti                                  | Voix         | %            | Voix        | %           |  |
| -------------- | ---------------------- | -------------------------------------- | ------------ | ------------ | ----------- | ----------- |  |
|                | Laurent Marcangeli élu | UMP                                    | 8 282        | 30,75        | 14 066      | 50,52       |  |
|                | Simon Renucci sortant  | CSD (PS)                               | 7 914        | 29,39        | 13 779      | 49,48       |  |
|                | José Risticoni         | RBM (FN)                               | 2 767        | 10,27        |             |             |  |
|                | Romain Colonna         | FC                                     | 2 423        | 9,00         |             |             |  |
|                | Paul-Antoine Luciani   | FG (PCF)                               | 2 040        | 7,57         |             |             |  |
|                | Paul-Mathieu Leonetti  | CL                                     | 1 785        | 6,63         |             |             |  |
|                | Jean-Marc Cresp        | PRV                                    | 1 301        | 4,83         |             |             |  |
|                | Jean-Luc Albertini     | Divers (Campa u paese, campa u populu) | 346          | 1,28         |             |             |  |
|                | Yves Daïen             | LO                                     | 74           | 0,27         |             |             |  |
|                | Pierre-Noël Tucci      | GÉ (PRG)                               | 0            | 0,00         |             |             |  |
|                |                        |                                        |              |              |             |             |  |
| Inscrits       | Inscrits               | Inscrits                               | 47 854       | 100,00       | 47 853      | 100,00      |  |
| Abstentions    | Abstentions            | Abstentions                            | 20 576       | 43           | 18 934      | 39,57       |  |
| Votants        | Votants                | Votants                                | 27 278       | 57           | 28 919      | 60,43       |  |
| Blancs et nuls | Blancs et nuls         | Blancs et nuls                         | 346          | 1,27         | 1 074       | 3,71        |  |
| Exprimés       | Exprimés               | Exprimés                               | 26 932       | 98,73        | 27 845      | 96,29       |  |

#### Deuxième circonscription (Sartène - Porto-Vecchio)
| Candidat       | Candidat                             | Parti                        | Premier tour | Premier tour | Second tour | Second tour |  |
| Candidat       | Candidat                             | Parti                        | Voix         | %            | Voix        | %           |  |
| -------------- | ------------------------------------ | ---------------------------- | ------------ | ------------ | ----------- | ----------- |  |
|                | Camille de Rocca Serra sortant réélu | UMP                          | 10 662       | 33,00        | 15 983      | 53,09       |  |
|                | Jean-Christophe Angelini             | FC (PNC)                     | 6 860        | 21,23        | 14 121      | 46,91       |  |
|                | Paul-Marie Bartoli                   | Divers gauche (PS, PRG, CDS) | 5 431        | 16,81        |             |             |  |
|                | Dominique Bucchini                   | FG (PCF)                     | 3 509        | 10,86        |             |             |  |
|                | Bernard Angelini                     | RBM (FN)                     | 3 175        | 9,83         |             |             |  |
|                | Paul Quastana                        | CL                           | 2 596        | 8,04         |             |             |  |
|                | Claudine Rodinson                    | LO                           | 74           | 0,23         |             |             |  |
|                | Dominique Tonin                      | PVB                          | 1            | 0,00         |             |             |  |
|                |                                      |                              |              |              |             |             |  |
| Inscrits       | Inscrits                             | Inscrits                     | 53 677       | 100,00       | 53 733      | 100,00      |  |
| Abstentions    | Abstentions                          | Abstentions                  | 20 937       | 39,01        | 21 400      | 39,83       |  |
| Votants        | Votants                              | Votants                      | 32 740       | 60,99        | 32 333      | 60,17       |  |
| Blancs et nuls | Blancs et nuls                       | Blancs et nuls               | 432          | 1,32         | 2 229       | 6,89        |  |
| Exprimés       | Exprimés                             | Exprimés                     | 32 308       | 98,68        | 30 104      | 93,11       |  |